# Gerhard von Schwerin
Gerhard Helmut Detleff Graf von Schwerin (23 de junio de 1899-29 de octubre de 1980) fue un General de Tropas Panzer alemán durante la II Guerra Mundial.

## I Guerra Mundial
Gerhard von Schwerin nació en el seno de una familia aristocrática prusiana en 1899. Su padre fue un funcionario civil en el Gobierno del Estado Prusiano. A la edad de 15 años entró en la escuela militar para cadetes en Koslin. Se unió al Ejército prusiano en el 2.º Regimiento de Infantería de Guardias como Fahnenjunker (Cadete), subsiguientemente fue transferido al 2.º (1.º Pomerano) Regimiento de Grananderos.
Vio acción con la infantería tanto en el frente oriental como en el frente occidental en 1918 siendo todavía un adolescente, sirviendo como comandante de compañía y adjunto del batallón. Fue herido en combate el 26 de septiembre de 1918, y fue hospitalizado hasta el fin de la guerra en noviembre de 1918. En 1918 se le concedió la Cruz de Hierro por valentía en acción, con la 2.ª Clase y 1.ª Clase.

## Años de entreguerras
Schwerin fue dado de baja del ejército en 1920. Pasó los siguientes dos años participando en un negocio gerencial con una firma importadora de café en Bremen, y en una compañía petrolera en Berlín. En 1922 se unió al Reichswehr como soldado profesional, siendo comisionado con el rango de teniente en el Regimiento n.º 1 de la Infantería del Ejército prusiano. En 1931 se unió al Regimiento de Infantería n.º 18 en Paderborn. Fue promovido a capitán en junio de 1933. Entre 1933 y 1935 atendió a un curso del generalato en la Academia Militar Prusiana en Berlín.
Mientras que Schwerin estaba en la Academia el Canciller alemán Adolf Hitler tomó el poder en un gobierno autocrático, en una revolución política paramilitar en Berlín, abolió el estado de la República de Weimar con la promulgación de la Ley Habilitante de 1933, y declaró una dictadura militarista ideológica descrita como el Tercer Reich, alterando fundamentalmente el orden político de posguerra en Europa.
En octubre de 1937 Schwerin fue promovido al rango de mayor. A final de la década de 1930 era oficial del estado mayor con el Oberkommando des Heeres (Alto Mando Supremo del Ejército Alemán).
En enero de 1939, mientras trabajaba en la sección de inteligencia británica/EE. UU. del Ministerio de Guerra alemán en la Embajada alemana en Londres, Schwerin hizo una clandestina aproximación personal al Gobierno Británico, sugiriendo que si este abandonaba su política de apaciguamiento hacia el Tercer Reich, y en su lugar se movía hacia una posición de abierta oposición militar hacia la agresión en escalada en Europa central de Hitler, esto proporcionaría un punto de referencia y catalizador para elementos en el Ejército alemán que en ese tiempo estaban considerando lanzar un golpe de Estado contra el gobierno Nacional Socialista de Adolf Hitler. En una cena en Marylebone organizada por el Almirante Aubrey Smith, Schwerin se encontró con James Stuart, representante del Gobierno Británico, el Almirante John Godfrey, jefe de la inteligencia naval, y el General Sir James Marshall-Cornwall, Director-General del aire y de la defensa costera, para advertirles de la intención de Hitler de invadir Polonia. Junto con la sugerencia de que los intereses de Gran Bretaña y Alemania serían defendidos por Neville Chamberlain, antes de ser remplazado como Primer Ministro por Winston Churchill, Schwerin abogó por que la presión para un golpe militar interno por elementos antinazi de la Wehrmacht, del que era consciente, podría ser inducido por el despliegue de un escuadrón de acorazados de la Royal Navy tomando una posición hostil en la frontera alemana en el norte en el mar Báltico y por el movimiento del Comando de Bombarderos de la Royal Air Force en una situación de pre-batalla en el teatro de operaciones, en los aeródromos franceses, como un medio para indicar la decisión del Imperio británico de una confrontación con los nazis. Esta estrategia político-militar fue comunicada a Chamberlain pero fue rechazada por ser considerada demasiado agresiva para lidiar con la amenaza creciente del Tercer Reich. Sin embargo, las representaciones de Schwerin al Gobierno Británico pudieron contribuir a sus evaluaciones colectivas de cómo tratar con Adolf Hitler, y a la decisión de tomar una posición en la frontera polaca ocho meses después y no en otro lugar. Frank Roberts, un funcionario del Departamento Alemán del Foreign Office también se ocupó de la cuestión —a pesar del riesgo que Schwerin había asumido haciendo ese movimiento en vísperas de la guerra, que constituiría alta traición y la pena capital en la jurisdicción del Tercer Reich si era descubierta— desestimó la aproximación de Schwerin al considerarlo un asunto interno de los generales alemanes. En abril de 1939 Schwerin fue promovido al rango de teniente coronel.

## II Guerra Mundial
De vuelta a Alemania, como la guerra fue declarada unos pocos meses más tarde en septiembre de 1939, que sus maniobras en Londres no pudieron evitar, Schwerin asumió sus obligaciones como un oficial militar alemán en la línea de frente, y lo que siguió fue una extensa carrera de campaña que lo llevó a luchar en los Países Bajos, Francia, el Norte de África, Rusia, Alemania e Italia.
Recibió el mando del 1.º Batallón del Regimiento de Infantería Motorizada de la División Grossdeutschland al estallido de la guerra, y tomó parte en la invasión y derrota de Francia en 1940 (elementos de tropas bajo su mando en esta unidad cometieron dos masacres de tiradores senegaleses desarmados de la Francia Imperial a quienes habían capturado como prisioneros de guerra durante la invasión). También asumió el mando en 1941 del Regimiento de Rifles n.º 86, y del Regimiento Grossdeutschland.
Mientras estaba con el Afrika Korps el 7 de abril de 1941, comandando el Regimiento del Propósitos Especiales n.º 200, Schwerin lideró un comando conjunto alemán e italiano que penetró en las líneas del Imperio británico en Libia para capturar el oasis de Mechili, anunciando la entrada del Afrika Korps en las operaciones del Norte de África bajo el liderazgo de Erwin Rommel, que resultó en la detención de casi 3000 prisioneros británicos y 3 generales entre ellos.
A finales de 1941 retornó a Europa para tomar parte en la Operación Barbarroja, al mando del Regimiento de Infantería n.º 76 en la carga hacia el Este en la Unión Soviética, por la cual recibió la Cruz de Caballero de la Cruz de Hierro en enero de 1942. De abril a mayo de 1942 brevemente comandó la 254.ª Brigada de Infantería, antes de ser elegido para el mando de la 8.ª División Jaeger a mediados de 1942 en el frente oriental. A partir de noviembre de 1942 comandó la 16.ª División Panzer de Granaderos en el frente oriental (siendo promovido al rango de teniente-general en junio de 1943), viéndose envuelto en los combates alrededor de Stalingrado, y subsiguientemente le fueron concedidas las Hojas de Roble y también las Espadas de la Cruz de Hierro (presentadas personalmente por Adolf Hitler en una ceremonia en el Berghof a la llegada de Schwerin a Alemania) por su manejo de la División durante la retirada de Rusia mientras era acosada por fuerzas perseguidoras abrumadoras soviéticas.
La 16.ª División Panzer de Granaderos fue transferida a Francia en marzo de 1944, siendo la unidad actualizada militarmente para convertirse en la 116.ª División Panzer. Durante el combate con fuerzas americanas y británicas que habían entrado en Francia en 1944, Schwerin fue temporalmente eliminado del mando de la 116.ª División después de una diferencia de opinión con su superior, pero fue poco después reelegido en el puesto.

### Batalla de Aquisgrán
Como el avance del Ejército de EE.UU. cruzó la frontera belga para entrar en Alemania, se encontró con la ciudad de Aquisgrán en su camino el 13 de septiembre de 1944, donde se hallaba Schwerin con la 116.ª División Panzer. Para entonces, la 116.ª División había sido reducida a 600 hombres, doce tanques útiles y estaba privada de cañones de artillería. Llegando a la conclusión de que su fuerza no poseía la fortaleza para negar la ciudad a los Aliados, y un intento de hacerlo sería tácticamente una fútil pérdida de vidas y pondría en peligro la vida de civiles de la ciudad, algunos miles de los cuales no habían sido evacuados de lo que ahora se había convertido en la línea de frente, y también para intentar proteger la arquitectura histórica de la ciudad y reliquias de ser destruidas —Aquisgrán era la antigua capital y lugar de coronación de los reyes del Sacro Imperio Romano Germánico—, Schwerin unilateralmente decidió retirarse de Aquisgrán y declararla ciudad abierta sin la aprobación de su superior al mando, en un modo similar al que el General Dietrich von Choltitz había hecho en París dos semanas antes.
Schwerin escribió un comunicado para el comandante estadounidense notificándole esta decisión y pidiéndole que tratara al resto de la población civil con humanidad, y que dejó en la oficina de correos de la ciudad. Cuando estaba preparándose para abandonar la ciudad, Schwerin recibió un informe de inteligencia del cuartel general de su superior informándole que el avance estadounidense parecía haberse detenido para reagruparse, en consecuencia un ataque a gran escala en Aquisgrán no era inminente, y notificándole que los refuerzos estaban en ruta para la defensa de la ciudad. En este momento, una fuerza de reconocimiento apareció en el suburbio del sudoeste de Aquisgrán, que Schwerin recibió órdenes de contraatacar e impedir su entrada en la ciudad, que él cumplió, ordenando a la 116.ª División de granaderos encararse y forzarles a retirarse. Dado el rápido cambio de la situación, envió a un oficial para que retirara el comunicado de 'ciudad abierta' que había dejado en la oficina de correos, pero para ese momento había caído en manos de la policía de seguridad itinerante Schutzstaffel en Aquisgrán bajo la autoridad personal de Adolf Hitler, que había sido enviada para endurecer la resistencia contra cualquier señal de vacilación en la línea por el cuerpo de oficiales del Ejército alemán. Tras leer el contenido del comunicado, ordenaron el relevo inmediato del mando de Schwerin y que fuera puesto bajo arresto, y organizaron que el Coronel Gerhard Wilck fuera enviado para reemplazarlo como jefe de la 116.ª División.

### Frente italiano y rendición
Con ayuda de los Mariscales de Campo Gerd von Rundstedt y Walter Model Schwerin recibió solo una severa reprimenda por sus acciones en Aquisgrán. Entonces fue enviado al frente italiano para asumir el mando del LXXVI Cuerpo Panzer en diciembre de 1944. A principios de abril de 1945 fue promovido al rango de General de Tropas Panzer. El 26 de abril de 1945 fue hecho prisionero de guerra en el frente italiano por el Ejército británico. Fue liberado de custodia militar aliada de posguerra a finales de 1947.

## Posguerra
En mayo de 1950 Schwerin fue seleccionado al puesto de consejero jefe en asuntos militares y política de seguridad del Canciller Konrad Adenauer, y jefe de la agencia secreta del gobierno Dienststelle Schwerin (con el nombre en código "Zentrale für Heimatdienst"), responsable de la reconstrucción militar de Alemania Occidental durante la ocupación estadounidense durante la Guerra Fría. No obstante, después de hablar con la prensa sobre su trabajo fue remplazado por Theodor Anton Blank en octubre de 1950. Schwerin subsiguientemente estuvo activo como consejero en política militar para el grupo parlamentario Partido Democrático Libre.
Schwerin buscó aumentar sus credenciales como oficial prusiano antinazi en el ambiente político de Alemania Occidental de posguerra en base a su decisión inicial de retirarse de Aquisgrán en septiembre de 1944, autotitulándose como el "Salvador de Aquisgrán" (aunque había ocurrido una lucha y destrucción substanciales en la subsiguiente batalla de Aquisgrán después de su arresto y retirada de la escena). Esta narración encontró alguna aceptación, siendo honrado por la ciudad con el nombre de una calle, 'Graf Schwerin Strasse' (Calle Conde Schwerin), y dándole reconocimientos cívicos en ceremonias celebradas en las décadas de 1950 y 1970. El honor de la calle con su nombre fue retirado en 2008 después de que surgiera oposición política local en la ciudad, sobre la base que mientras Schwerin fue brevemente comandante militar de Aquisgrán, dos chicos adolescentes habían sido sumariamente ejecutados por saqueos. El nombre de la calle en consecuencia cambió a 'Kornelimunsterweg'.

## Vida personal
Schwerin contrajo matrimonio tres veces. Su primer matrimonio fue con Herta Kannengiesser; el segundo fue con Julia Zulich, resultando en dos hijos: Gabrielle (n. agosto de 1932) y Christian (n. enero de 1939), y dos nietos: Alex von Rutenberg y Maximilian zu Sayn Wittgenstein. El último matrimonio fue con Esther Klippel. Schwerin murió en 1980.

## Carrera militar – Ascensos
- Fahnenjunker (Cadete) – 10 de agosto de 1914
- Leutnant (Teniente) – 18 de julio de 1915
- Oberleutnant (Teniente Primero) – 1 de abril de 1925
- Hauptmann (Capitán) – 1 de junio de 1933
- Major (Mayor) – 1 de marzo de 1937
- Oberstleutnant (Teniente Coronel) – 1 de abril de 1939
- Oberst (Coronel) – 1 de agosto de 1941
- Generalmajor (Mayor General) – 1 de octubre de 1942
- Generalleutnant (Teniente General) – 1 de junio de 1943
- General der Panzertruppe (General de tropas blindadas) – 1 de abril de 1945

## Condecoraciones
- Cruz de Hierro (1914)
  - 2ª Clase
  - 1ª Clase
- Broche de la Cruz de Hierro (1939) 2.ª Clase (11 de mayo de 1940) & 1.ª Clase (19 de mayo de 1940)[17]
- Cruz de Caballero de la Cruz de Hierro con Hojas de Roble y Espadas
  - Cruz de Caballero el 17 de enero de 1942 como Oberst y comandante del 76.º Regimiento de Infantería 76 (mot.)[18]
  - Hojas de Roble el 17 de mayo de 1943 como Generalmajor y comandante de la 16.ª División de Infantería (mot.)[18]
  - Espadas el 4 de noviembre de 1943 como Generalleutnant y comandante de la 16.ª División Panzer de Granaderos[19]
- Cruz de Honor para los combatientes del Frente de 1914-1918
- Cruz de Caballeros con Espadas de la Orden de la Casa Real de Hohenzollern (Reino de Prusia)
- Insignia deportiva DRL en bronce
- Insignia deportiva DRL en plata
- Mención de su nombre en el Informe de la Wehrmacht
- Orden de la Corona de Italia, Cruz de Comandante (Italia).
- Medalla conmemorativa de la campaña germano-italiana en África (Italia)
- Medalla conmemorativa del 1 de octubre de 1938
- Broche para la Medalla conmemorativa del 1 de octubre de 1938
- Cinta de manga “Africa”
- Medalla "Batalla de invierno en el Este 1941/42"
- Insignia de combate de tanques
- Premio de la Wehrmacht de 4.ª Clase por 4 años de Servicios
- Premio de la Wehrmacht de 3.ª Clase por 12 años de Servicios
- Premio de la Wehrmacht de 2.ª Clase por 18 años de Servicios
- Premio de la Wehrmacht de 1.ª Clase por 25 años de Servicios
- Insignia de herida en plata de 1939

### Citas
1. ↑  'The Siegfried Line: The German Defence of the West Wall, September to December 1944' by S.W. Mitcham (Pub. Stackpole Books, 2009)
2. 1 2 3  http://ww2gravestone.com/people/schwerin-gerhard-hellmuth-detloff-gerd-graf-von/
3. ↑  'The Siegfried Line: The German Defence of the West Wall, September to December 1944', S. Mitcham (2009)
4. ↑  'Tourists of the Revolution', (1997) television documentary by 'First Circle Films', England.
5. 1 2  Interview with Sir Frank Roberts, 'Tourists of the Revolution' television documentary, 'First Circle Films', England (1997).
6. ↑  Day 2015, pp. 92-93.
7. ↑  Marshall-Cornwall 1984, p. 125.
8. ↑  'The Siegfried Line, the German Defence of the West Wall, September to December 1944' (2009), S. Mitcham
9. ↑  http://ww2gravestone.com/people/schwerin-gerhard-hellmuth-detloff-gerd-graf-von
10. ↑  'Bloody Aachen', by C. Whiting, Spellmount (2000).
11. ↑  'Bloody Aachen' by C. Whiting, Spellmount (2000).
12. ↑  'Bloody Aachen' C. Whiting, Spellmount (2000).
13. ↑  'German Order of Battle', Vol. 3, Panzer, Panzer Grenadier& Waffen S.S. Divisions in WWII, by S. Mitcham (Pub. Stackpole, 2007).
14. ↑  'The Siegfried Line:The German Defence of the West Wall. September to December 1944', by S. Mitcham (2009).
15. ↑  'Aachener Nachrichten' 10 March 2009, 'Graf Schwerin hat noch seine Strasse' https://www.aachener-nachrichten.de/lokales/aachen/graf-schwerin-hat-noch-seine-strasse-1.308061
16. ↑  'Historian Peter Quadflieg dispels the myth of Count Schwerin', Aachener Zeitung, 15 October 2014. http://www.aachener-zeitung.de/lokales/region/historker-peter-quadflieg-raeumt-mit-dem-mythos-graf-schwerin-auf-1.936919
17. ↑  Thomas 1998, p. 310.
18. 1 2  Scherzer 2007, p. 697.
19. ↑  Fellgiebel 2000, p. 41.